# بالگردگاه لوکین
بالگردگاه لوکین (به انگلیسی: Lukkien Heliport) (به زبان بومی: Lukkien Helipoort) یک فرودگاه خصوصی است. این فرودگاه در کشور هلند قرار دارد.